# Attagenus asmaranus
Attagenus asmaranus es una especie de coleóptero de la familia Dermestidae.

## Distribución geográfica
Habita en Eritrea.